# The Rasmus (album)
The Rasmus è l'ottavo album in studio del gruppo musicale finlandese omonimo, pubblicato 18 aprile 2012 dalla Universal Music Group.

## Tracce
Testi e musiche dei The Rasmus.
1. Stranger – 3:58
2. I'm a Mess – 4:12
3. It's Your Night – 3:37
4. Save Me Once Again – 4:35
5. Someone's Gonna Light You Up – 3:43
6. End of the Story – 4:10
7. You Don't See Me – 3:12
8. Somewhere – 5:28
9. Friends Don't Do Like That – 4:26
10. Sky – 3:58

Traccia bonus nell'edizione giapponese
1. Mes-Avalanche

Tracce bonus nella Tour Edition
1. Mysteria – 3:34
2. Stranger (Felix Zenger Beatbox Remix) – 3:15
3. Stranger Wanderer (Remix by DJ Tuhat) – 3:29
4. Sky (Piano by Aynsley Green) – 3:50
5. Save Me Once Again (Piano by Aynsley Green) – 2:36

## Classifiche
| Classifica (2012) | Posizione massima |
| ----------------- | ----------------- |
| Austria           | 23                |
| Finlandia         | 3                 |
| Germania          | 26                |
| Russia            | 20                |
| Svizzera          | 46                |